# 二级集团军级指挥员

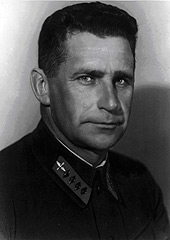
二级集团军级指挥员领章

二级集团军级指挥员（俄语：командарм 2-го ранга）是1935年至1940年实施的苏联红军军衔的一个等级。与“二级集团军级政委”、“二级国家安全委员”同级。1940年后对应上将军衔。

## 历史
1935年9月22日苏联中央执行委员会与苏联人民委员会颁发法令实施军衔制。共有10人被授予此军衔。到1940年有21人晋升此军衔。1940年5月7日苏联最高苏维埃改革军衔制12人转授予中将军衔，7人授予上将军衔，2人授予大将军衔。  

## 军衔标志

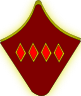
大衣领章
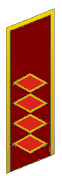
夹克领章
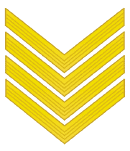
袖章

## 名单

### 1935年
1935年11月11日授予10人：
1. 雅科夫·伊万诺维奇·阿尔克斯尼斯（英语：Yakov Alksnis）（1897–1938） —因大清洗死於1938年，於1950年獲得平反。
2. 约阿基姆·约阿基莫维奇·瓦采季斯（1873–1937） —因大清洗死於1937年，於1957年獲得平反。
3. 奥古斯特·伊万诺维奇·科尔克（1887—1937）—伏龍芝軍事學院院長，因大清洗死於1937年。
4. 帕维尔·叶菲莫维奇·德边科（1889—1938）—伏爾加軍區（英语：Volga Military District）司令，因大清洗死於1938年。
5. 米哈伊尔·卡尔洛维奇·列万多夫斯基（1890—1938）—外高加索軍區（英语：Transcaucasian Military District）司令，因大清洗死於1938年。
6. 伊萬·費奧多羅維奇·費德科（英语：Ivan Fedko）（1897—1939）—濱海軍集群（英语：Maritime Group of Forces）司令，後於1938年晉升為一級集團軍指揮員，因大清洗死於1939年。
7. 尼古拉·德米特里耶维奇·卡希林（英语：Nikolai Kashirin）（1888—1938）—北高加索軍區（英语：North Caucasus Military District）司令，因大清洗死於1938年。
8. 亚历山大·伊格纳托维奇·谢佳金（英语：Alexander Sedyakin）（1893—1938）—紅軍總參謀部副長，因大清洗死於1938年。
9. 因诺肯季·安德烈耶维奇·哈列普斯基（英语：Innokenty Khalepsky）（1893—1938）—國防人民委員會主要領袖之一，因大清洗死於1938年。
10. 伊万·纳乌莫维奇·杜博沃伊（1896—1938）—哈爾科夫軍區司令，因大清洗死於1938年。

### 1937年
- 米哈伊尔·德米特里耶维奇·韦利卡诺夫（英语：Velikanov, Mikhail Dimitrievich）（1893—1938），1937年6月14日授衔。因大清洗死於1938，於1956年獲得平反。
- 格里戈里·伊萬諾維奇·庫利克（1890–1950），1937年6月14日授衔。提升为一级集团军级指挥员、苏联元帅，1950年8月23日被处决。
- 谢苗·康斯坦丁诺维奇·铁木辛哥（1895—1970）, 转授苏联元帅。

### 1938年
- 亚历山大·德米特里耶维奇·洛克季奥诺夫（英语：Aleksandr Loktionov）（1893—1941）, 1938年2月22日授衔，转为上将。1941被处决。

### 1939年
- 约瑟夫·罗季奥诺维奇·阿帕纳先科（英语：Iosif Apanasenko）（1890—1943）,1939年2月8日授衔，转为大将。
- 奥卡·伊万诺维奇·戈罗多维科夫（1879—1960）,1939年2月8日授衔，转为上将。
- 格里戈利·米哈伊洛维奇·施特恩（1900—1941）, 1939年2月8日授衔，转为上将，1941年被处决。
- 伊万·格里戈利耶维奇·扎哈尔金（英语：Ivan Zakharkin）（1889—1944）,1939年12月5日授衔，转为中将，死于车祸。
- 弗拉基米尔·尼古拉耶维奇·库尔久莫夫（英语：Vladimir Kurdyumov）（1895—1970）,1939年12月5日授衔，转为中将。
- 米哈伊尔·格里戈利耶维奇·叶夫列莫夫（1897—1942）, 1939年12月5日授衔，转为中将，1942年阵亡。
- 伊万·瓦西里耶维奇·博尔金（英语：Ivan Boldin）（1892—1965）,1939年12月5日授衔，转为中将、上将。
- 米哈伊尔·普罗科菲耶维奇·科瓦廖夫（1897—1967）, 1939年2月8日授衔，转为中将、上将。
- 伊万·斯捷潘诺维奇·科涅夫（1897—1973）, 1939年2月8日授衔，转为中将、上将、大将、苏联元帅。
- 基里尔·阿法纳西耶维奇·梅列茨科夫（1897—1968）, 1939年11月4日授衔，转为大将，苏联元帅。
- 米哈伊尔·谢苗诺维奇·霍津（1896—1979）,1939年2月8日授衔，转为中将、上将。
- 伊万·弗拉基米罗维奇·秋列涅夫（1892—1978）,1939年2月8日授衔，转为大将。
- 弗拉基米尔·雅科夫列维奇·卡恰洛夫（英语：Vladimir Kachalov）（1890—1941）, 1939年2月8日授衔，转为中将，1941年阵亡，1953年平反。
- 斯捷潘·安德里阿诺维奇·加里宁（英语：Stepan Kalinin）（1890—1975）, 1939年2月8日授衔，转为中将，1944年逮捕，1953年平反获释。
- 08.02.1939—弗谢沃洛德·费奥多罗维奇·雅科夫列夫（俄语：Яковлев, Всеволод Фёдорович（военачальник））（1895—1974）, 1939年2月8日授衔，转为中将。
- 伊万·瓦西里耶维奇·斯莫罗季诺夫（俄语：Смородинов, Иван Васильевич）（1894—1953），1939年12月5日授衔, 转为中将、上将。

### 1940年
- 弗拉基米尔·达维多维奇·格连达利（英语：:ru:Грендаль, Владимир Давыдович）（1884—1940）, 1940年1月16日转为上将。
- 尼古拉·尼古拉耶维奇·沃罗诺夫（1899—1968）, 1940年3月22日授衔。转为中将、炮兵主帅。
- 德米特里·格里戈里耶维奇·巴甫洛夫（1897—1941）,1940年3月27日授衔。转为中将、大将。1941年被处决。
- 雅科夫·斯穆什克维奇（1900—1941）, 1940年4月4日授衔。转为空军中将。1941年被处决。